# Louis d'Harcourt
 (juin 2012).
Si vous disposez d'ouvrages ou d'articles de référence ou si vous connaissez des sites web de qualité traitant du thème abordé ici, merci de compléter l'article en donnant les références utiles à sa vérifiabilité et en les liant à la section « Notes et références ».
Louis d'Harcourt, né en 1424 et mort en 1479 à Rouen, est un évêque français du XVe siècle, évêque de Béziers, archevêque de Narbonne puis patriarche latin  de Jérusalem et évêque de Bayeux. 

## Famille
Louis est fils naturel de Jean, comte d'Aumale, et de Marguerite de Preulay vicomtesse de Dreux, et le neveu de l'archevêque Jean d'Harcourt.

## Biographie

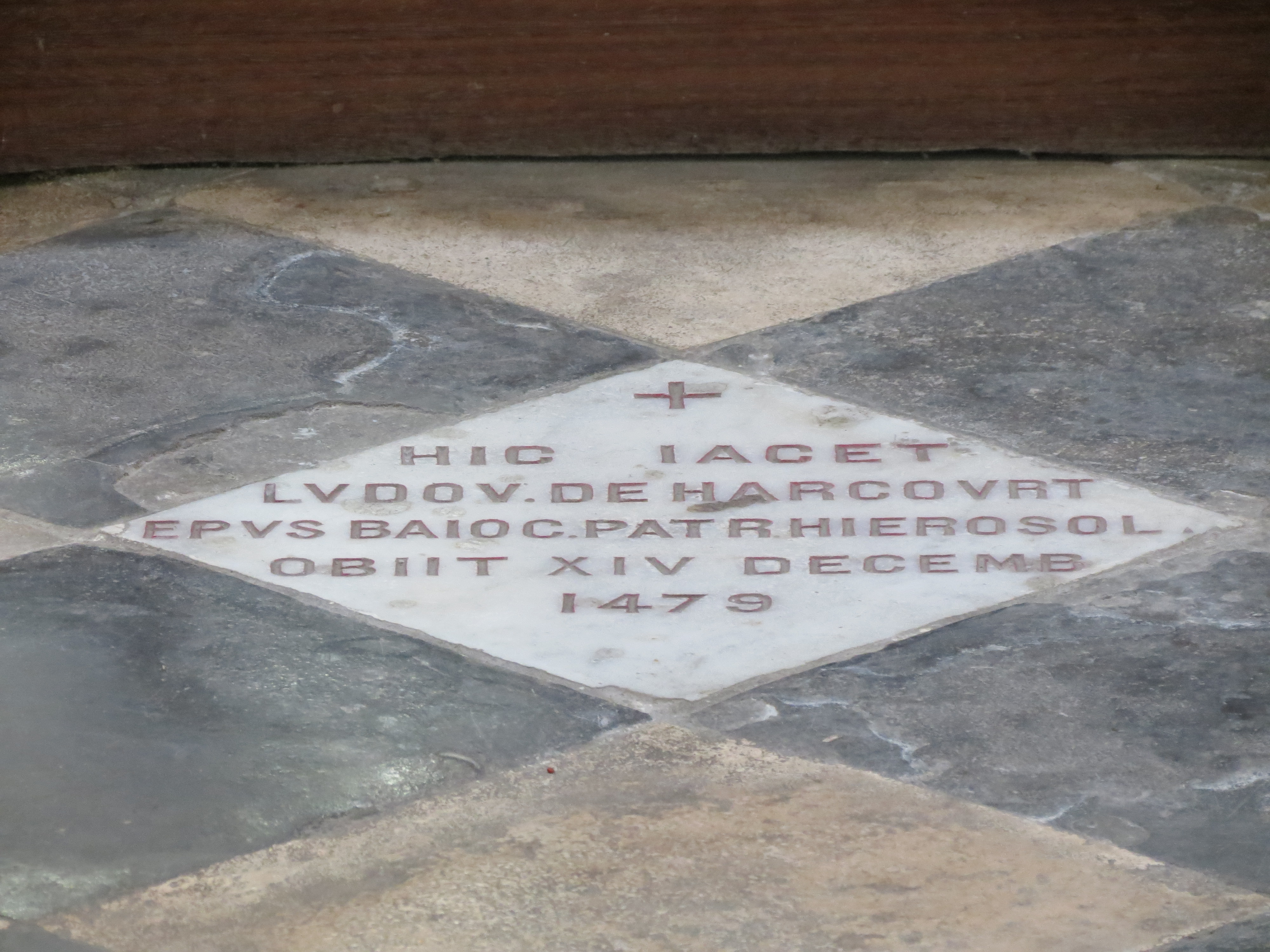
Pierre tombale de Louis d'Harcourt dans le chœur de la cathédrale de Bayeux

Louis d'Harcourt devient chanoine et chantre de Narbonne et vicaire général de son oncle. Il est nommé évêque de Béziers en 1451 et succède à son oncle comme archevêque de Narbonne la même année.
En 1460, il est transféré à Bayeux et est nommé aussi patriarche latin  de Jérusalem. En 1477, il fait commencer la partie de la tour octogone à claires-voies de la cathédrale de Bayeux et il donne en 1474 une mitre dorée.